# Японский сверчок
Японский сверчок, или японская камышовка, или японская длиннохвостая камышовка (лат. Helopsaltes pryeri), — вид птиц Старого Света из семейства сверчковых (Locustellidae). Название дано в честь британского энтомолога Генри Дж. С. Прайера (1850—1888), внёсшего большой вклад в исследования фауны Японии. На территории России встречается подвид Helopsaltes pryeri sinensis (Witherby, 1912).

## Описание
По размерам  меньше воробья. Верхняя часть тела бурая с темными продольными полосками. Характерна заметная белая бровь. Брюшко бежевое. Хвост длинный, закругленный.

## Распространение
Ареал разорванный. Встречается в Китае, Японии (остров Хонсю), Монголии и России. Регистрировалась в Южной Корее.
В Китае ареал представлен двумя участками: на северо-восточном побережье Ляодунского залива, где птица перелётна, и в нижнем течении Янцзы, где этот вид оседлый.
В Монголии отмечена на крайнем востоке страны — в сомоне Их-Ташгай Восточного аймака.
В России регистрировлась на озере Ханка. Затем была найдена в  дельте реки Улдза у озера Барун-Торей в Даурском заповеднике. В связи с пересыханием Улдзи и деградацией тростниковых зарослей с территории России исчезла. Возможно, её появление вновь в том же месте в связи с новым циклом наполнения Торейских озёр, а также обнаружение в других точках Забайкалья и Дальнего Востока. В 2015 году зарегистрирована в Хасанском районе Приморского края.
Вид находится под угрозой в связи с сокращением среды обитания.

## Поведение
Песня состоит из трескучих трелей. Крик тревоги — резкое «чак, чак». Поёт либо, сидя на вершинах тростника, либо, взлетая по крутой дуге, подобно камышовке-барсучку и другим близким к ней видам.

## Размножение
Гнездовой биотоп — плавни с большими тростниковыми массивами.